# Barry Mann
Barry Mann, nato Barry Imberman (New York, 9 febbraio 1939), è un compositore, musicista e paroliere statunitense.

## Carriera
La sua carriera è strettamente legata a quella della moglie Cynthia Weil, che ha sposato nell'agosto 1961.
La coppia ha scritto diverse canzoni per artisti come Dom DeLuise, Eydie Gorme, Deniece Williams, Dolly Parton, The Animals, Conway Twitty, Marianne Faithfull, The Monkees, Sérgio Mendes, The Vogues e altri.
Nel 1987 ha ottenuto la candidatura al Golden Globe per la migliore canzone originale e all'Oscar alla migliore canzone per Somewhere Out There.
Mann è inserito nella Rock and Roll Hall of Fame e nella Songwriters Hall of Fame.